# Gloniella gracilis
Gloniella gracilis är en svampart som beskrevs av Checa, Shoemaker & Umaña 2007. Gloniella gracilis ingår i släktet Gloniella och familjen Hysteriaceae.   Inga underarter finns listade i Catalogue of Life.